# Friedrichs-Waisenhaus Rummelsburg
Das Friedrichs-Waisenhaus Rummelsburg war eine im Jahr 1853 entworfene und von 1854 bis 1859 errichtete Heimstatt für elternlose Jungen und Mädchen, die in Berlin und der Umgebung aufgegriffen wurden. Es entstand im Auftrag des Berliner Magistrats am Nordostufer des Rummelsburger Sees mit der Adresse Hauptstraße 7 auf einer 13 Hektar großen stadteigenen Fläche. Noch bis 1949 wurden in den Gebäuden Waisenkinder untergebracht, später dienten sie zeitweilig auch der Rekonvaleszenz von Kindern und Jugendlichen. Die erhaltenen zwei Gebäude (Knabenhäuser) und die Umfassungsmauer stehen unter Denkmalschutz.

## Geschichte

### Vorgeschichte: Großes Friedrichs-Waisenhaus in Alt-Berlin

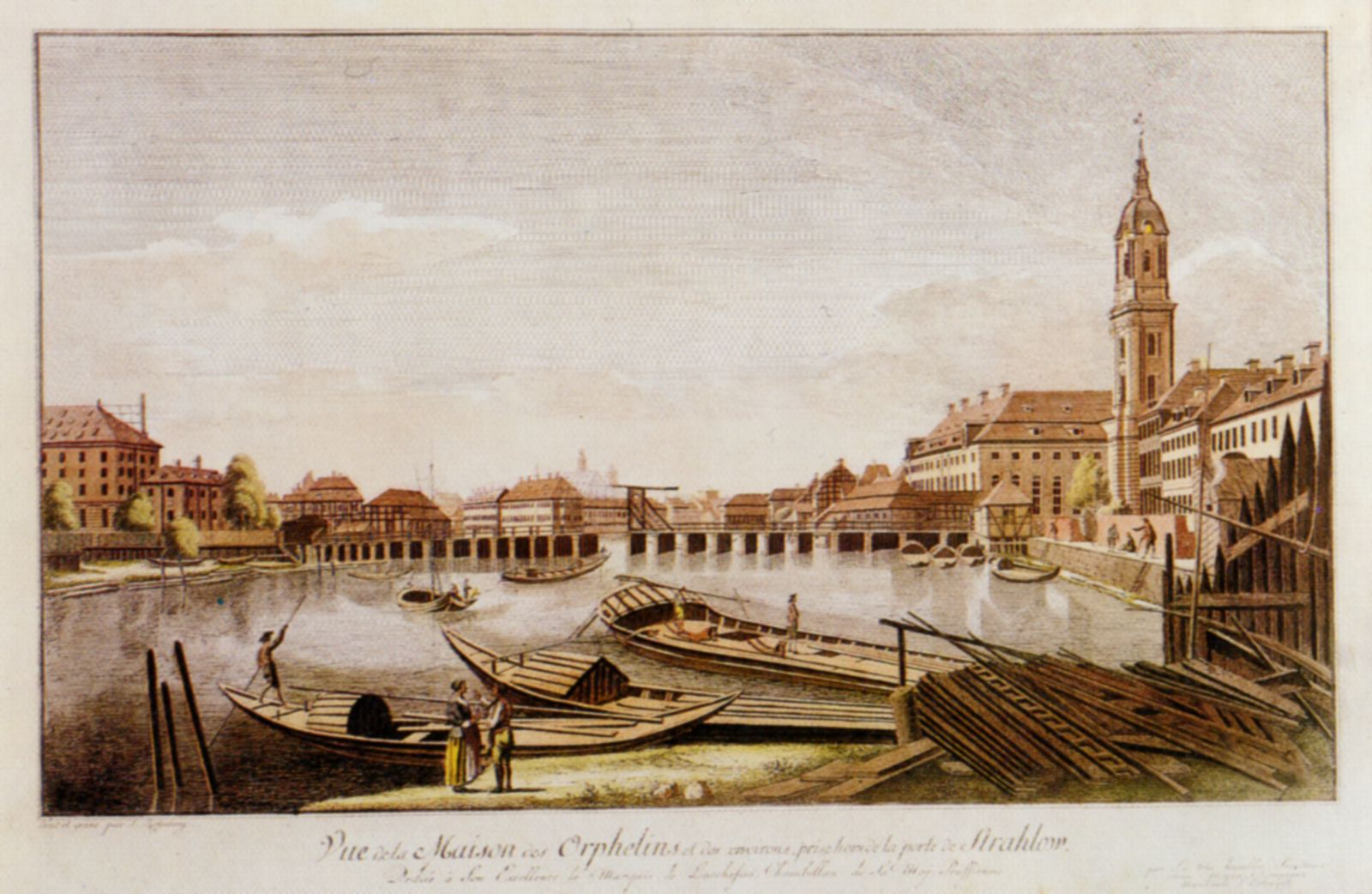
Friedrichs-Hospital und Waisenbrücke vor 1783, von Johann Georg Rosenberg

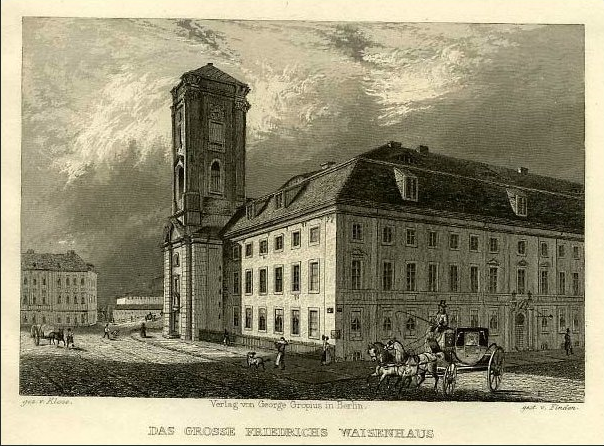
Friedrichs-Waisenhaus, um 1830
Stahlstich nach einer Vorlage von Friedrich Wilhelm Klose

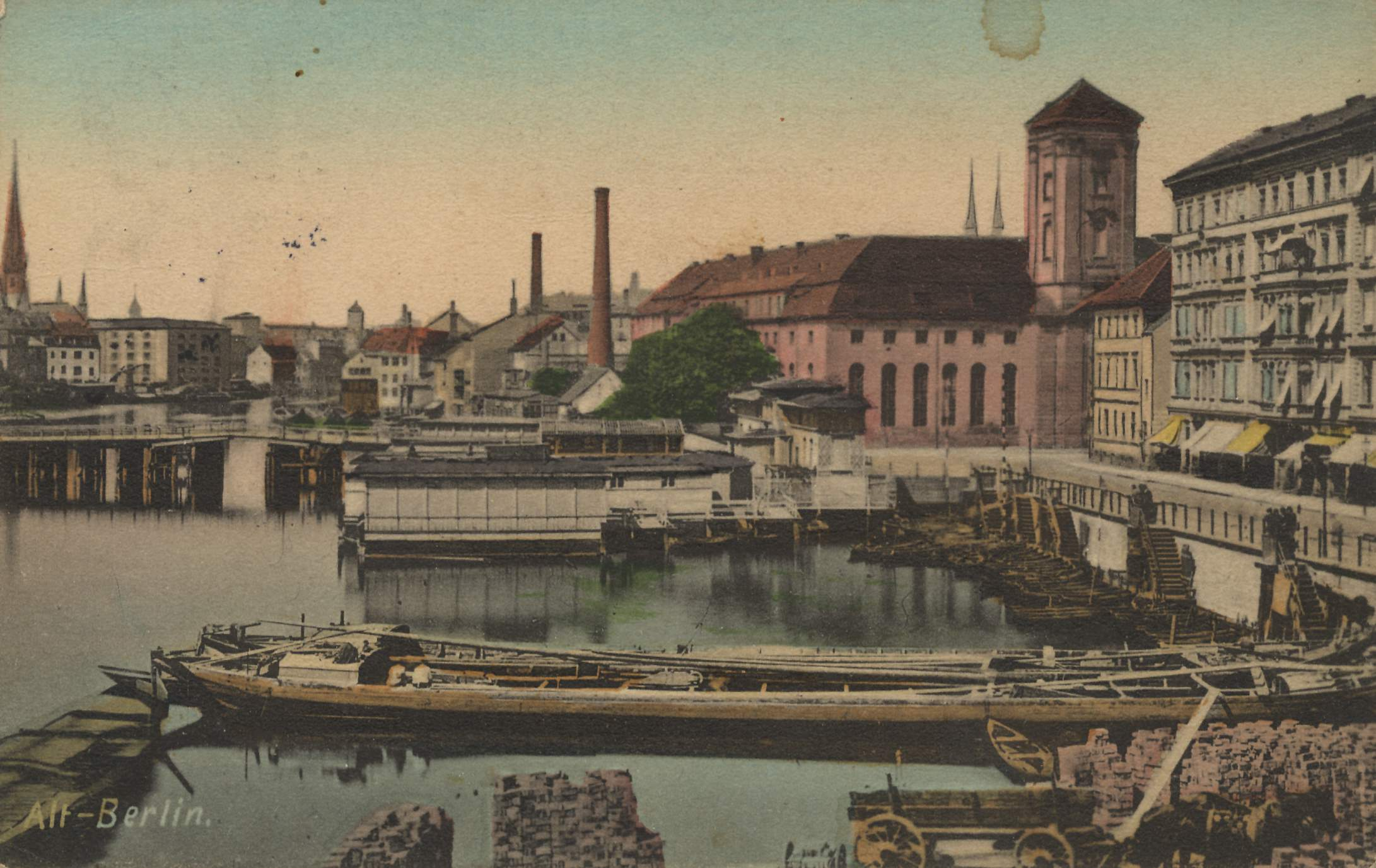
Ehemaliges Friedrichs-Waisenhaus und Waisenbrücke, um 1880

Kurfürst Friedrich III. ließ ab dem Jahr 1697 an der Stralauer Straße die Vorgängereinrichtung des Friedrichs-Waisenhaus Rummelsburg von Martin Grünberg errichten. Auf einem Areal zwischen Stralauer Straße, Neuer Friedrichstraße und der Waisenbrücke an der Spree entstand zunächst ein Hospital. Die in einer Portalinschrift enthaltene Jahresangabe 1702 gilt als Gründungsjahr des Hospitals. Zu diesem Zeitpunkt waren der Frontbau zur Stralauer Straße und der rechte Seitenflügel mit einem großen Gebetsraum in dessen zweiter Etage fertiggestellt. Es erhielt zu Ehren seines im Vorjahr gekrönten Stifters den Namen Großes Friedrichs-Hospital, obwohl es seit 1701 als Waisen- und Siechenhaus genutzt wurde. Die Weiterführung des Baus, die nach dem Tod Grünbergs von Philipp Gerlach übernommen wurde und 1712/1713 zeitweise zum Erliegen kam, wurde nach dem Tod Friedrichs von dessen Nachfolger Friedrich Wilhelm I. übernommen. Er ließ in den Bau anstelle des zu klein gewordenen Gebetsraums eine Kirche einfügen (1716 eingeweiht). Außerdem erhielt das Hospital einen „Neuen“ Flügel zwischen Stralauer Straße und Kirche (bis 1725) und der Bau eines die Mittelachse über der Kirche dominierenden, mit drei Glocken und einer Uhr versehenen Turms (1727) wurde abgeschlossen. Gemäß der überlieferten Hausordnung von 1702 war das Hospital dazu bestimmt, „Waisenkinder, Kranke, Irre oder gar Unsinnige, item andere Arme“ aus der einheimischen Bevölkerung, außerdem sonstiges „loses Gesindel“ aufzunehmen. Bereits 1701 wurden 98 Waisenkinder von zwölf „alten Weibern“ im Haus betreut und 36 weitere, meist jüngere Waisen als Kost- und Pflegekinder in Pflegefamilien verdungen, außerdem 115 mittellose Kranke (darunter bis 1711 auch Irre) in der Krankenstube oder in ihren eigenen Quartieren versorgt. 1718 wurden 16 Alte, 140 Kranke und 291 Kinder (darunter 99 „Verdungene“) gezählt. Das weitere Wachstum war nicht zuletzt eine Folge der Militarisierung des Staates. Wegen des sehr hohen und ständig zunehmenden Anteils von Soldatenwaisen spendete Friedrich Wilhelm I. 1719 einen Teil der Mittel für den Unterhalt von 300 solcher Waisen, sodass 1721 bereits 400 und 1728 rund 500 Kinder im Hospital betreut wurden. Auch der Bau des Neuen Flügels und die Einbeziehung eines benachbarten Hauses wurden 1715 damit begründet, dass Raum für die Aufnahme von 50 abgedankten Soldaten benötigt wurde, um der Bettelei und Delinquenz dieser Bevölkerungsgruppe entgegenzuwirken. Während der Anteil der im Haus gepflegten Alten und Siechen im 18. Jahrhundert durch Schaffung besonderer Einrichtungen wieder zurückging, blieb die Zahl von rund 500 „Hauskindern“ bis ins 19. Jahrhundert in etwa konstant, mit der Folge, dass auch der Name Friedrichs-Hospital allmählich durch Friedrichs-Waisenhaus, und ebenso der Name Hospital-Kirche durch Waisenhauskirche abgelöst wurde. Noch 1839 wurden 429 interne und 635 Pflegekinder gezählt, in der Folgezeit dann aber die zulässige Zahl der Hauskinder auf 300 begrenzt. Seit 1802 beherbergte es zeitweise auch das auf Initiative von Christoph Wilhelm Hufeland eingerichtete Königliche Schutzpocken-Institut, in dem sich Kinder und Erwachsene aus Berlin und dem Umland unentgeltlich gegen Pocken impfen lassen konnten.
Das Waisenhaus und die übrigen der Königlichen Armendirektion unterstellten Einrichtungen der geschlossenen Armenpflege (Sylthaus-, Dorotheen- und Koppesches Hospital als Einrichtungen für Frauen, Armenhaus in der Alexanderstraße, Neues Hospital in der Wallnerstraße) gingen 1820 gemäß der Städteordnung von 1808 von der Königlichen an die neu gebildete Städtische Armendirektion. Die beengten räumlichen Verhältnisse und der steigende Bedarf für weitere Pflegeeinrichtungen aufgrund des schnellen Bevölkerungswachstum führten dazu, dass der Magistrat am 10. März 1853 die Schaffung neuer Anstalten für die Kranken-, Waisen- und Armenpflege beschloss. Für die neue Waisenanstalt fiel die Wahl auf den Standort am Rummelsburger See, mit der Planung wurde der aus Breslau stammende, 1852 zum Stadtbaurat berufene Architekt Gustav Holtzmann (auch: Holzmann) betraut.
Die Weiternutzung des alten Waisenhauses, das unter eigener Verwaltung bis mindestens 1857 fortbestand, war zunächst strittig. Nachdem die neue Waisenanstalt in Rummelsburg fertiggestellt und 1859 eröffnet worden war, verblieb im alten Waisenhaus in der Stralauer Straße bis 1866 das zentrale Städtische Waisendepot, ausgestattet für die vorübergehende Unterbringung von rund 50 Kindern und eingesetzt als Anmelde- und Sammelstelle für bedürftige oder aufgegriffene Kinder, die von dort aus an das Rummelsburger Waisenhaus oder andere Einrichtungen überwiesen wurden. 1877 wurde in den Räumen des alten Waisenhauses eine Männer-Siechenanstalt eingerichtet. Das Gebäude wurde Ende der 1900er Jahre abgerissen und das Gelände 1910 mit dem Verwaltungsgebäude der Städtischen Gaswerke bebaut.

### Das Waisenhaus in Rummelsburg
Auf der Grundlage des Beschlusses von 1853 wurde Gustav Holtzmann mit der Planung eines neuen Waisenhauses beauftragt. Er legte Entwürfe für eine großzügige neue Anstalt vor, die aus pavillonartigen Einzelgebäuden in einem Park bestanden. Neben vier zwei- bis dreigeschossigen roten Backsteinbauten mit einer gelben Klinkerfassade für die getrennte Unterbringung der Knaben und Mädchen entstanden nach diesen Plänen Wirtschafts- und Sozialgebäude, ein Krankenhaus, eine Gärtnerei, ein Heizhaus, ein Wasserturm und im Nordbereich eine Waisenhauskirche samt Pfarrhaus. Im Waisenhaus wurden 500 Jungen und Mädchen im Alter von bis zu 15 Jahren untergebracht. Zeitgenossen priesen die neue Einrichtung besonders, es gäbe dort „frische Luft und gutes Trinkwasser, […] die Kinder leben unter günstigen hygienischen Bedingungen, können im Sommer im See baden und im Winter darauf Schlittschuh laufen“. Die Heranwachsenden in dem Waisenhaus wurden für kleinere anstehende Arbeiten herangezogen. Die Jungen konnten ab 14 Jahren nach Beendigung der siebenjährigen Schulzeit Berufe wie Koch, Gärtner, Schuhmacher oder Bäcker erlernen, die Mädchen erhielten eine Ausbildung in der Säuglingspflege, Kindererziehung oder Hauswirtschaft. Bis 1925 gab es sogar eine Säuglings- und eine Krankenabteilung, die mit Fertigstellung des Hubertus-Krankenhauses wieder aufgelöst wurden. Zur Versorgung der Insassen hielt die Anstaltsleitung sieben Kühe, die auch für alle Kinder täglich frische Milch lieferten.
Nachdem im Jahr 1878 das preußische Gesetz zur Zwangserziehung in Kraft getreten war, ließ die Stadt Berlin neben dem Areal des Waisenhauses das Arbeitshaus Rummelsburg nach Plänen von Hermann Blankenstein errichten, das überwiegend für die Waisen gedacht war, sich später jedoch eigenständig entwickelte.
Das Krankenhaus diente offenbar nach dem Deutsch-Französischen Krieg von 1870/1871 auch als Lazarett. Die zum Waisenhaus gehörende Krankenanstalt für die Waisenverwaltung Berlins wurde seit 1902 vom Mediziner Erich Müller (1868–1952) geleitet. Seit 1925 stand die Krankenanstalt des Waisenhauses auch offiziell der Allgemeinheit zur medizinischen Versorgung von Kindern offen.

### Das Friedrichs-Waisenhaus zwischen den 1940er Jahren und der deutschen Wiedervereinigung
In den letzten Monaten des Zweiten Weltkriegs wurden die Gebäude schwer beschädigt, die Kirche verschwand vollständig. Nach dem Kriegsende erfolgte eine provisorische Instandsetzung und die weitere Nutzung als Waisenhaus, denn jetzt gab es vor allem Kriegswaisen. 1949 wurde der Waisenhausbetrieb aufgegeben, einige Gebäude jedoch noch bis 1953 als „heilpädagogisches Kinderheim“ weitergenutzt. Als Betreiber fand sich eine Diakonie-Einrichtung, die eine Weiterbehandlung von genesenden Kindern durchführte oder die Häuser als Aufnahme- und Durchgangsheim öffneten.
Im Jahr 1950 wurden die Ruinen wie die Kirche oder die Mädchenhäuser abgerissen und die erhaltenen Gebäude instand gesetzt. Ein Teil des nordwestlichen Areals wurde Städtischer Lagerplatz, der Uferstreifen wurde zunächst der Natur überlassen. Im Jahr 1961 ist auf einem Berliner Stadtplan das Gelände noch als Waisenhaus dargestellt, jedoch mit den Zeichen für Büsche und Bäume kenntlich gemacht. Die beiden erhaltenen Knabenhäuser dienten ab 1953 als allgemeine Verwaltungsgebäude, ab 1960 als Bürohaus für das hier neu stationierte Grenzregiment 35 der Grenztruppen der DDR, das für die Grenzkontrolle des Wasserabschnitts zuständig war. Als Unterkunft wurden eine aus Betonfertigteilen bestehende Kaserne auf einem Teil des Waisenhausparks errichtet sowie einige Bootsschuppen im Uferbereich aufgestellt.

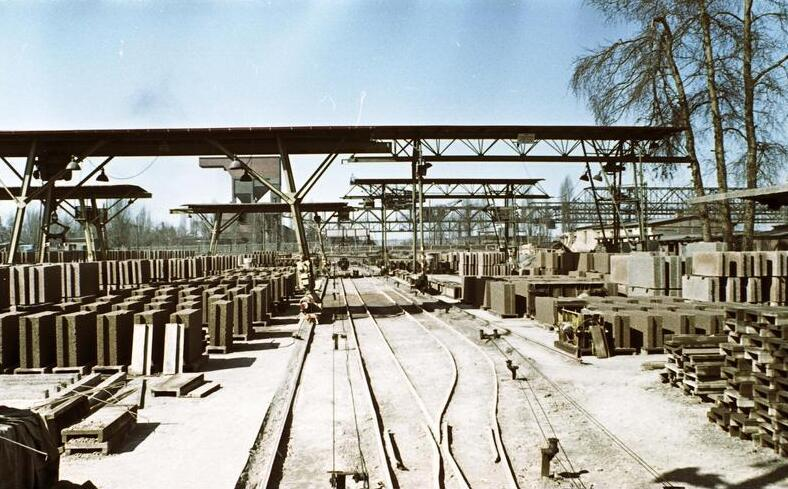
Betonwerk Rummelsburg, 1960

Der vorherige Lagerplatz für Baumaterialien wurde ab den 1960er Jahren zu einem Betonplattenwerk erweitert, das Betonfertigplatten (Großtafeln) für das Wohnungsbauprogramm in Ost-Berlin produzierte. Bis zur deutschen Wiedervereinigung wurde die Kaserne durch die Grenztruppen der DDR genutzt.

## Seit 1990
Nach Auflösung der bewaffneten Streitkräfte der DDR im Zuge der politischen Wende diente das Gelände ab September 1991 als erste militärische Liegenschaft und Gründungsort der Feldjägerkompanie Berlin. Beide „Knabenhäuser“ dienten dabei nach deren Renovierung als Dienst- und Bürogebäude, vorrangig aber als Feldjägerdienstkommando für die Wahrnehmung militärpolizeilicher Aufgaben der Bundeswehr in Berlin. Einige Plattenbauten der vor der Wende durch die Grenztruppen der DDR genutzten Liegenschaft wurden darüber hinaus nach deren Instandsetzung bis 1994 als Unterkunftsgebäude für die Soldaten der Feldjägerkompanie genutzt. Die Feldjäger wurden im Jahr 1994 in die Julius-Leber-Kaserne in Wedding verlegt und nehmen seitdem aus dieser Liegenschaft heraus ihren militärischen Auftrag wahr. Die Kaserne wurde 1994 endgültig aufgelöst, etwa zur gleichen Zeit verschwand auch das Betonplattenwerk.
Ab 1995 beschloss der Eigentümer des Grund und Bodens, der nun zuständige Senat von Berlin, einen Bebauungsplan und erklärte den gesamten Bereich zwischen der Hauptstraße und dem Ufer zum Entwicklungsgebiet Rummelsburger Bucht. Investoren wurden gesucht und gefunden, Architekturwettbewerbe veranstaltet. Die zwei noch erhaltenen Wohnbauten des Waisenhauses am nordwestlichen Ende waren baulich noch in einem guten Zustand und wurden unter Denkmalschutz gestellt. Im Jahr 2003 wurden sie umfassend denkmalgerecht saniert und zu Wohnungen umgestaltet. Außerdem erhielten zwei der neuen Wohngebietsstraßen Namen, die an die mehr als 100-jährige Geschichte des Friedrichs-Waisenhauses erinnern: An den Knabenhäusern und Gustav-Holzmann-Straße. Auch der Medaillonplatz im Zentrum des neuen Wohnquartiers entspricht einem der früheren Plätze in der Parkanlage.

## Lage

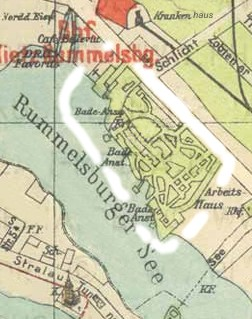
Lage des Waisenhauses an der Rummelsburger Bucht auf einem Kartenausschnitt von 1920

Das 13 Hektar große Gelände erstreckte sich von der Mündung des  Kuhgrabens in den Rummelsburger See etwa 700 Meter südostwärts entlang der Hauptstraße. Erreichbar war der Waisenhauskomplex ab 1867 von der damaligen Bahnstation Kietz/Rummelsburg der Niederschlesischen Eisenbahn in der Nähe der heutigen Schlichtallee, später vom Bahnhof Rummelsburg.
Am Ufer der Bucht gab es anstaltseigene Badestellen für die Jungen und ein Badeschiff für die Mädchen. Die Gebäude standen in einer parkähnlichen Anlage, die von den Insassen zum Aufenthalt in frischer Luft genutzt wurde. Der Komplex bestand aus einem zweiflügligen Hauptgebäude, das unter anderem Gemeinschafts- und Konferenzräume sowie Dienstwohnungen enthielt, aus acht freistehenden Waisenhäusern und einem Ökonomiegebäude mit Wirtschaftshof und Krankenstation. Im Jahr 1890 wurden durch Hermann Blankenstein einige weitere Nebengebäude gebaut.
Die Straßenzüge (gedachte Fortsetzung der Schlichtallee, Hauptstraße und Hildegard-Marcusson-Straße) markieren in etwa die historischen Grenzen des Waisenhausgeländes. Wiederhergestellt ist die Mittelpromenade des Geländes (BerlinCampus), die den früheren Wasserturm des Heizhauses als Dominante beherbergt und die in einer Grünfläche an die Grundrisse der früheren Anstaltskirche erinnert.

## Gedenkort Rummelsburg

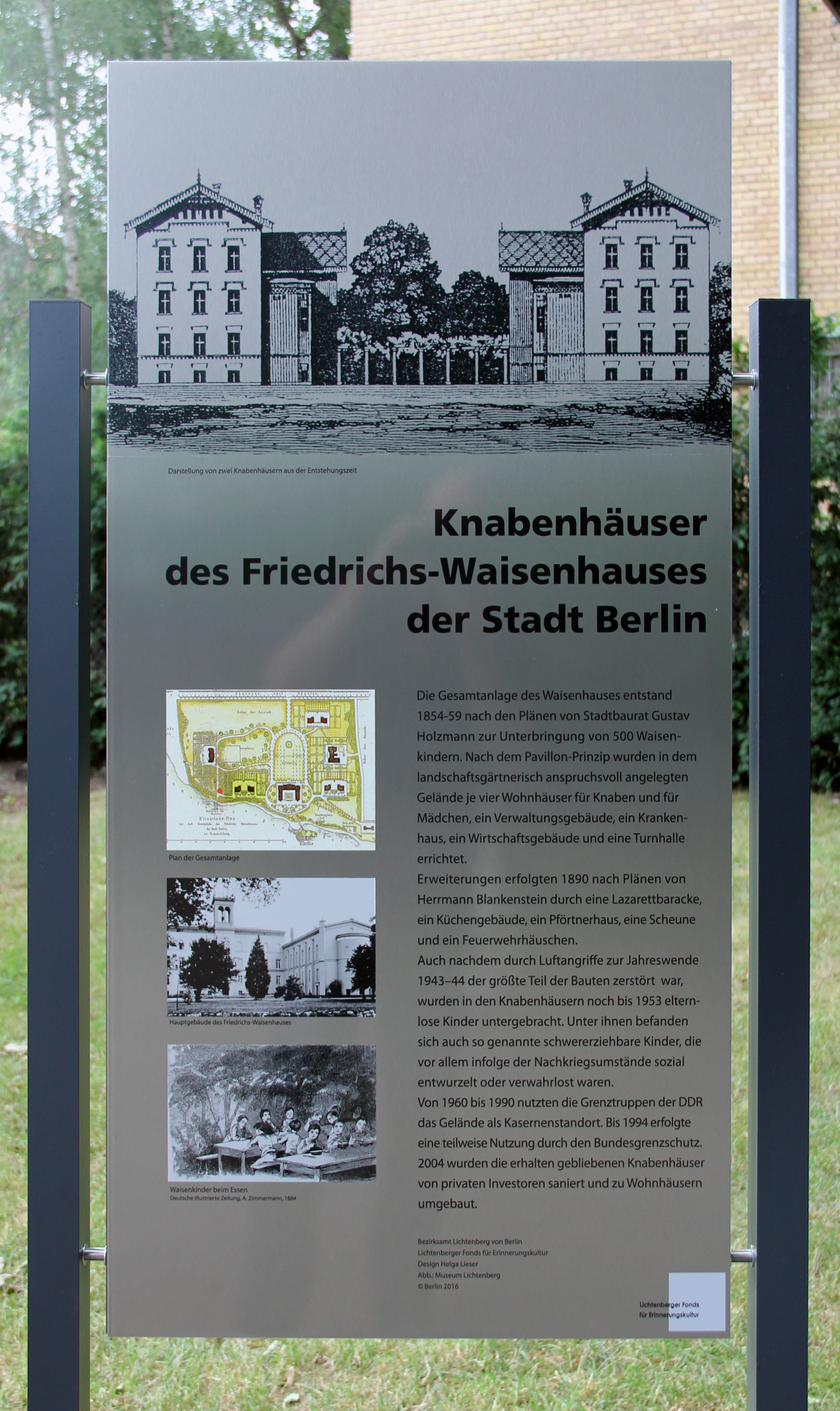
Gedenktafel am Haus, Bolleufer, in Berlin-Rummelsburg

Im Zusammenhang mit der ab 2007 beginnenden Bebauung des Areals erfolgten zunächst archäologische Bodenuntersuchungen, wobei unter dem Parkplatz der Jahre 1951 bis 1990 (der mit einer 40 Zentimeter dicken Betonschicht den Friedhof abdeckte) Reste des anstaltseigenen Friedhofs gefunden wurden. Der Bestattungsplatz war zwischen 1859 und 1896 in Benutzung und wurde 1915 geschlossen. Auf ihm fanden 400 verstorbene Waisenkinder und 96 Betreuer des Waisenhauses ihre letzte Ruhestätte. Neben den Gebeinen wurden Grabsteine, Holzkreuze und sogar auch Reste von Spielzeug freigelegt. Alles zusammen erhielt einen würdevollen Platz auf dem Zentralfriedhof Friedrichsfelde. Die Grabungen führten zu dem städtischen Projekt Gedenkort Rummelsburg. Projektleiter Rainer E. Klemke arbeitete eng mit der Leiterin des Heimatmuseums Lichtenberg, Christine Steer, und dem Grabungsleiter, dem Archäologen Markus Schwanitz, zusammen. Sie beschlossen, nach den Namen und Todesursachen der Kinder zu forschen, wozu Kirchenarchive, Sterbebücher und Friedhofsprotokolle durchsucht wurden; konkret wurden die Namen von 181 Kindern und Jugendlichen ermittelt; die Todesursachen waren durchweg Mangelerscheinungen oder Epidemien wie Tuberkulose, Typhus, Diphtherie und andere. Der neue Bestattungsplatz auf dem Zentralfriedhof erhielt einen von der Künstlerin Helga Lieser gestalteten Gedenkstein in Form eines aufgeschlagenen Buches. Zur Einweihung am 19. November 2014 gab es eine interreligiöse Zeremonie mit dem evangelischen Pfarrer Joachim G. Cierpka, dem katholischen Pfarrer Winfried Onizazuk, dem Rabbiner Daniel Alter sowie Vertretern der Stadt Berlin. Bereits im Jahr 2012 hatte das Bezirksamt Lichtenberg Stelen mit Informationen über das Waisenhaus, auch zur Geschichte des Arbeitshauses, entlang des Fußweges am Ufer der Bucht aufstellen lassen.
Am 12. Juli 2016 wurde an der Rückseite des Gebäudes An den Knabenhäusern 10 eine Gedenktafel in Erinnerung an die Knabenhäuser des Friedrichs-Waisenhauses übergeben.